# Cordulegaster vanbrinkae
Cordulegaster vanbrinkae – gatunek ważki z rodziny szklarnikowatych (Cordulegastridae). Znany tylko z holotypu – samca odłowionego w lipcu 1971 roku w pasmie górskim Elburs w północnym Iranie.